# Суродчана Хамбао
Суродчана Хамбао (тай. สุรจนา คำเบ้า, нар. 23 грудня 1999) — таїландська важкоатлетка, бронзова призерка Олімпійських ігор 2024 року.

## Результати
| Рік              | Місце                      | Вага             | Ривок            | Ривок            | Ривок            | Ривок            | Поштовх          | Поштовх          | Поштовх          | Поштовх          | Загалом          | Місце            |
| Рік              | Місце                      | Вага             | 1                | 2                | 3                | Місце            | 1                | 2                | 3                | Місце            | Загалом          | Місце            |
| Олімпійські ігри | Олімпійські ігри           | Олімпійські ігри | Олімпійські ігри | Олімпійські ігри | Олімпійські ігри | Олімпійські ігри | Олімпійські ігри | Олімпійські ігри | Олімпійські ігри | Олімпійські ігри | Олімпійські ігри | Олімпійські ігри |
| ---------------- | -------------------------- | ---------------- | ---------------- | ---------------- | ---------------- | ---------------- | ---------------- | ---------------- | ---------------- | ---------------- | ---------------- | ---------------- |
| 2024             | Париж, Франція             | до 49 кг         | 86               | 88               | 88               | Н/Д              | 110              | 112              | 114              | Н/Д              | 200              | 3                |
| Чемпіонат світу  |                            |                  |                  |                  |                  |                  |                  |                  |                  |                  |                  |                  |
| 2021             | Ташкент, Узбекистан        | до 49 кг         | 82               | 84               | 86               | 1                | 103              | 105              | 110              | 1                | 191              | 1                |
| 2023             | Ер-Ріяд, Саудівська Аравія | до 49 кг         | 85               | 87               | 87               | 5                | 107              | 109              | 109              | 4                | 196              | 4                |
| Азійські ігри    |                            |                  |                  |                  |                  |                  |                  |                  |                  |                  |                  |                  |
| 2018             | Джакарта, Індонезія        | до 53 кг         | 86               | 86               | 89               | Н/Д              | 107              | 110              | 115              | Н/Д              | 201              | 3                |
| Чемпіонат Азії   |                            |                  |                  |                  |                  |                  |                  |                  |                  |                  |                  |                  |
| 2017             | Ашгабат, Туркменістан      | до 53 кг         | 76               | 80               | 80               | 4                | 95               | 101              | 101              | 4                | 175              | 4                |
| 2023             | Чінджу, Південна Корея     | до 49 кг         | 88               | 88               | 90               | 4                | 110              | 112              | 112              | 4                | 200              | 3                |
| 2024             | Ташкент, Узбекистан        | до 49 кг         | 84               | 84               | 86               | 3                | 103              | 103              | 106              | 3                | 190              | 4                |